# Cantherhines longicaudus
Cantherhines longicaudus es una especie de peces de la familia Monacanthidae en el orden de los Tetraodontiformes.

## Morfología
Los machos pueden llegar alcanzar los 13,2 cm de longitud total.

## Hábitat
Es un pez de mar y, de clima tropical y demersal que vive entre 18-21 m de profundidad.

## Distribución geográfica
Se encuentra en Tahití e islas Cook.

## Observaciones
Es inofensivo para los humanos.